# XPB-3 (航空機)
XPB-3は1930年代にアメリカ陸軍航空隊から提示された複座追撃機の競作仕様。この仕様へのベル社の対応から発展したのがYFM-1エアラクーダであり、ロッキード社による研究がXFM-2（社内呼称「モデル11」）となった。XFM-2は研究のみに終わった。